# 하나 되는 세 고백서
하나 되는 세 고백서(Three Forms of Unity)는 종교개혁 시대를 통해 수립된 다음 세 가지 신앙고백서를 가리킨다. 하이델베르크 요리문답, 네덜란드 신앙고백 그리고 도르트 신조로 이루어져 있으며, 이들 세 신앙 고백 문서들은 그 사상과 내용이 일치한다는 점에 이름이 연유한다. 개혁주의 신앙을 잘 표현하는 문서로 여겨지며, 개혁교회를 다른 교파들과 구분짓는 중요한 문서들이다.